# Valfabbrica
Valfabbrica est une commune italienne d'environ 3 600 habitants située dans la province de Pérouse, dans la région Ombrie, en Italie centrale.

## Administration
| Période                                  | Période | Identité | Étiquette | Qualité |
| ---------------------------------------- | ------- | -------- | --------- | ------- |
|                                          |         |          |           |         |
| Les données manquantes sont à compléter. |         |          |           |         |

### Hameaux
Casa Castalda, Coccorano, Collemincio, Giomici, Monte Verde, Poggio Morico, Poggio San Dionisio.

### Communes limitrophes
Assise, Gualdo Tadino, Gubbio, Nocera Umbra, Pérouse.